# Chleby
Chleby är en ort i Tjeckien.   Den ligger i regionen Mellersta Böhmen, i den centrala delen av landet, 50 km öster om huvudstaden Prag. Chleby ligger 190 meter över havet och antalet invånare är 359.
Terrängen runt Chleby är platt. Runt Chleby är det tätbefolkat, med 297 invånare per kvadratkilometer. Närmaste större samhälle är Nymburk, 5,3 km sydväst om Chleby. Trakten runt Chleby består till största delen av jordbruksmark.